# RBCビジョン
株式会社RBCビジョンは、沖縄県に所在するテレビ番組制作などを主な業務とする企業。琉球放送(RBC)の全額出資による関連企業である。

## 概要
1987年（昭和62年）2月、情報、文化、教養、健康の分野で新たなビジネスを展開することを目的として設立された。

## 所在地
沖縄県那覇市久茂地2-3-1(琉球放送会館）8階。郵便番号は「900-0015」。

## 事業内容
1.クリエイティヴ
制作課は、情報・バラエティ・ドキュメンタリー番組、各種TV番組、CMやドラマ、プロモーションの企画・制作を行う部署。その他、ラジオ番組、劇場映画、テレビドラマ、デジタルコンテンツ等の企画・構成・演出・制作を行う。テレビ・ラジオのみならず、イベント・舞台・催事といった他セクションの制作も行う。
2.音声・映像
技術課（音声部門）は、琉球放送(RBC)および琉球朝日放送(QAB)への音声業務放送支援と音声技術提供を実施。技術課（映像部門)は放送に関する取材・中継技術全般をおこなう。ENG取材（報道・制作）、中継カメラ、スタジオカメラ、VE、SWのほか、FPU、SNGのオペレート、CM撮影まで多岐にわたっておこなう。
3.イベント企画
大型イベント、参加型イベント、コンサート、シンポジウム、講演会などを提案、運営。
4.労働者派遣事業
- 放送関連業務のサポート

テレビ番組における制作ディレクター業務
報道取材カメラマン
テレビ/ラジオ放送における放送準備業務
5.物販・リース
深海ザメの肝油から抽出される「スクワラン」の成分をメインに、化粧品、健康補助食品を販売。なかでも「スクワランオイル　ミュゼアクア」は2013年に販売累計12万本を達成する。また、本格的なハイパワー無線機のレンタルをおこなう。

## 沿革
- 1987年2月17日 - 株式会社RBCビジョン設立。前身となる「株式会社アール、ビー、シー、カルチャー企画」（代表取締役社長稲福健蔵）と「アール、ビー、シー興産株式会社」（代表取締役社長　井出和男）設立。絵画のリース事業を開始（カルチャー企画）。スクワラン商品の販売開始（興産）。
- 1989年－カルチャー企画の事務所が琉球放送会館内へ移転 。
- 1990年－RBC興産（株）とサミットインダストリアル（株）の共同出資で沖縄コムネット株式会社が設立され、米国モトローラ社の無線機事業（JSMR）を開始。ラジオ番組「ふるさとを訪ねて」を制作し、RBC、ROK、FM沖縄で放送される。
- 1991年－RBCテレビの人気番組「お笑いポーポー」（全5巻）を販売。
- 1992年－自主公演でウィーン少年合唱団、キエフバレーの沖縄公演を実施。
- 1993年－テレビCMの制作業務を開始。
- 1994年－（株）アール、ビー、シー、カルチャー企画とアール、ビー、シー興産（株）が合併し、 株式会社アール、ビー、シー、ビジョン（代表取締役会長　小禄邦男、代表取締役社長　石垣義夫）が設立され、民放の多局化に向けて放送支援事業が中心となる。
- 1995年－労働者派遣事業（特定）の開始。
- 1996年－琉球放送館内の受付交換、美術業務を受託。
- 1997年－テレビ番組「遥かなる大琉球ロマン・久米島紀行」を企画制作。
- 1998年－放送現場への人材派遣が24名、受託業務が11名となり放送支援業務が伸長する。
- 1999年－ラジオマスターの受託業務が始まる。役員改選 （取締役相談役　小禄邦男、代表取締役会長　石垣義夫、代表取締役社長　黒島昭男）。
- 2000年－営業収入が5億円台に達する。
- 2001年－役員改選（代表取締役会長　座安 弘、代表取締役社長　比嘉 護）。RBCビジョン労働組合結成。
- 2002年－業務用のスクワランオイル販売が大きく伸長する。役員改選（代表取締役社長　又吉龍弘）。
- 2003年－テレビマスターの業務委託がスタート。RBCハウジングの管理業務が終了。
- 2004年－事業運営を行っているダイキンオーキッドレディスゴルフトーナメントのギャラリー数が宮里藍の人気で24,700人を記録（大会新記録）。役員改選（代表取締役社長　真榮城忠之）。
- 2005年－設立20周年。
- 2006年－商号を株式会社RBCビジョンに変更・登記（会社法の改正による）。12月1日より地上デジタル放送始まる。
- 2007年－スクワラン商品のテレビショッピングを実施。役員改選（代表取締役社長　井上文隆）。
- 2008年－「おきなわのホームソング」DVD販売がスタート。
- 2010年－スクワラン配合のUVホワイトニング商品の販売開始（現在のスクラビューティー）。RBCラジオホームソング復刻版CD販売開始。（株）RBCビジョン設立25周年記念「MURASAKIコンサート」実施
- 2011年－役員改選（代表取締役会長　白石弘幸、代表取締役社長　城間武彦）。
- 2013年－グループ外企業への人材派遣がスタート。絵画のレンタル事業「ARSアート・レンタ・リース」のフランチャイズ契約終了。モトローラ社のJSMR無線事業が終了。
- 2014年－新たな無線機事業「地域振興無線」はじまる。組織横断的なプロジェクトチーム「チームスクワラン」発足。リニューアルしたスクワランオイル“ミュゼアクア”の販売開始。オキナワノコワイナハシ2014「キジムン島」制作（土田豪介監督）。一般労働者派遣事業の認可を厚生労働大臣より受ける。琉球放送株式会社が創立60周年。
- 2015年－（株）RBCビジョン設立30周年。RBCビジョン制作のパブ番組「金曜日のゆうわく」始まる。役員改選（代表取締役社長　安仁屋聡）。
- 2017年－「RBCビジョンプロジェクトチーム」発足。

## 受賞歴
2011年
- テレビドキュメンタリー「本気で生きる　～車椅子シンガー・謝花伊早武～」

平成23年　日本民間放送連盟賞　教養番組　九州地区　優秀賞
2012年
- 復帰40周年特別番組　「ゴリ meets 復帰っ子　～不惑をむかえた沖縄 2時間激論～」

第50回ギャラクシー賞（テレビ部門）選奨
2013年
- 作品名「はっけよい！」

JNN九州沖縄ドキュメント　ムーブ　年間作品コンクール　特別賞、及び　元ちとせ賞
2014年
- 公共キャンペーンスポットRBCおきなわ健康長寿プロジェクト「歩くーぽん」テレビCMシリーズ

日本民間放送連盟賞　テレビCM部門　最優秀賞
2014年度（第52回）ギャラクシー賞　CM部門　選奨
第54回ACC CMフェスティバル　ブロンズ賞
同上　マーケティング・エフェクティブネス部門ファイナリスト
第33回沖縄広告協会賞
テレビ広告部門 テレビシリーズ広告　ＣＭ部門　金賞
第7回　日本マーケティング大賞　奨励賞
コピーライターズクラブ名古屋（CCN）主催CMコンテスト最高賞
- 作品名「オカガニの産卵～生命をつなぐ十五夜」

協会長賞
- 作品名「棒たおし」

カメラマンリポート部門　優秀賞
九州写真記者協会 映像コンクール
2015年
- 公共キャンペーン・スポットRBCおきなわ健康長寿プロジェクト「歩くーぽん 歩いてますか沖縄」

日本民間放送連盟賞　CM部門　テレビCM　優秀賞
- 作品名「棒たおし」

平成27年度　九州放送映像祭ミニ番組コンテスト　準グランプリ